# Cynometra letestui
Cynometra letestui är en ärtväxtart som först beskrevs av François Pellegrin, och fick sitt nu gällande namn av J.Leonard. Cynometra letestui ingår i släktet Cynometra, och familjen ärtväxter. Inga underarter finns listade i Catalogue of Life.